# كامبيليا تشرفو
كامبيليا تشرفو (بالإيطالية: Campiglia Cervo)‏ هي بلدية في مقاطعة بييلا في إقليم بييمونتي في إيطاليا.

## السكان
في سنة 1861 بلغ عدد السكان 3٬529 نسمة، وتطور العدد ليصل في سنة 2011 لـ 528 نسمة.
يظهر هذا المخطط البياني تطور النمو السكاني لـ كامبيليا تشرفو